# Radoje Radojević
Radoje Radojević (crnogorski: Радоје Радојевић; Mokro, Šavnik, 14. veljače 1922. – Ulcinj, 6. srpnja 1978.) bio je crnogorski povjesničar književnosti, filolog, publicist. Pisao je studije i oglede. Jedan je od začetnika nauke o crnogorskom jeziku i književnosti.
Potkraj 1960-ih u tisku i na znanstvenim skupovima prvi je pokrenuo pitanje statusa crnogorskoga jezika u SFRJ.
Označen 1972. u Bijeloj knjizi Centralnog komiteta Saveza komunista SR Crne Gore kao crnogorski nacionalist.
Suradnik, između ostalih, hrvatskoga časopisa za kulturna i društvena pitanja "Kritika".
Nestao je bez traga u Ulcinju u ljeto 1978. godine.

## Važnija djela
- "Vilina gora: Crnogorske legende" (1971.)
- "Vatra samotvora: Crnogorske narodne bajke" (1976.)
- "Tokovima crnogorske književnosti", studije (1978.)
- "Kad je sve zborilo: Crnogorske narodne basne" (1979.)
- "Potopno vijeme: Crnogorske narodne priče" (1979.)
- "Mučenici", roman (2005.)
- "Osporavana kultura" (2006.)
- "Studije i ogledi iz montenegristike" (2012.)

## Vanjske poveznice
- Skup posvećen Radoju Radojeviću u Podgorici - povodom 90. godišnjice rođenja začetnika nauke o crnogorskom jeziku i književnosti. (cg.)
- Okrugli sto o životu i djelu Radoja Radojevića[neaktivna poveznica] (cg.)
- Radoje Radojević: Luča mikrokozma u tumačenju Dušana Nedeljkovića  (cg.)